# 閃
『閃』（ひらめき）は、Loeの3枚目のミニアルバム。2014年3月26日、depthから発売された。

## 収録曲
1. 閃
2. 走る、叫ぶ、見える、聴こえる
3. 世界が終わる日に
4. ambition 強く儚き僕たちへ

作詞：山口篤 (#ALL)
作曲：山口篤、編曲：麻井寛史 (#ALL)

## レコーディング参加
- 山口篤 - ボーカル、ドラム
- 大浦史記 - ピアノ、コーラス
- 安井剛志 - ギター
  - 麻井寛史（Sensation） - ベース